# Manning (Dakota du Nord)
Pour les articles homonymes, voir Manning.
La census-designated place de Manning est le siège du comté de Dunn, dans l’État du Dakota du Nord, aux États-Unis. Lors du recensement de 2010, sa population s’élevait à 74 habitants. Manning n’est pas incorporée.

## Démographie
| Groupe            | Manning | Dakota du Nord | États-Unis |
| ----------------- | ------- | -------------- | ---------- |
| Blancs            | 98,7    | 90,0           | 72,4       |
| Métis             | 1,4     | 1,8            | 2,9        |
| Autres            | 0       | 8,2            | 24,9       |
| Total             | 100     | 100            | 100        |
|                   |         |                |            |
| Latino-Américains | 0       | 2,0            | 16,7       |

Selon l'American Community Survey, pour la période 2011-2015, 100 % de la population âgée de plus de 5 ans déclare parler l'anglais à la maison.
Le revenu par habitant était en moyenne de 26 033 dollars par an entre 2012 et 2016, inférieur à la moyenne du Dakota du Nord (33 107 dollars), et à la moyenne nationale (29 829 dollars). Sur cette même période, 7,3 % des habitants de Manning vivaient sous le seuil de pauvreté (contre 11,2 % dans l'État et 12,7 % à l'échelle des États-Unis).
| 2000 | 2010 | - | - | - | - |
| ---- | ---- | - | - | - | - |
| 20   | 74   | - | - | - | - |

## Galerie photographique

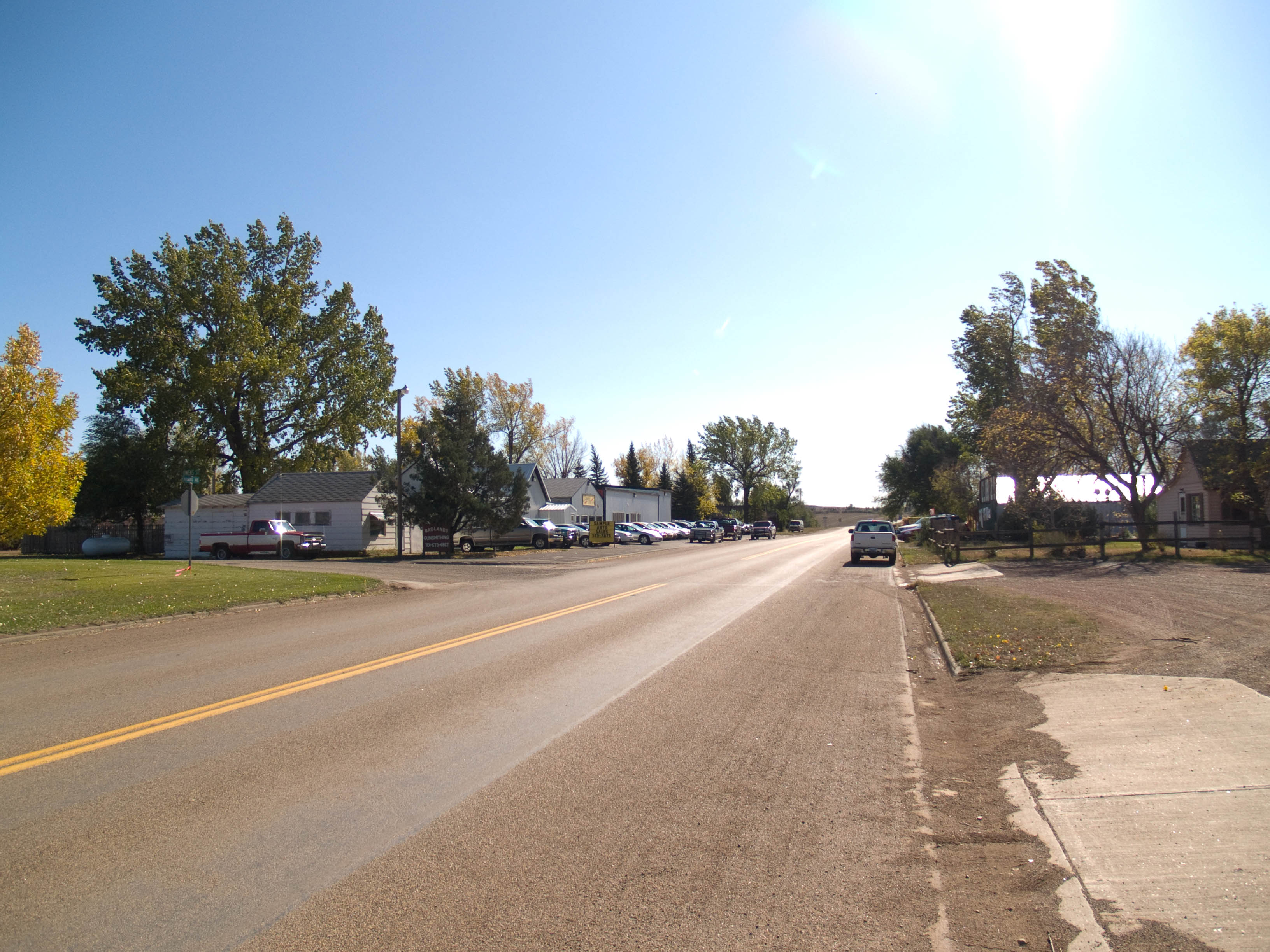
Manning en 2008